# Шашлов, Яков Афанасьевич
Я́ков Афана́сьевич Ша́шлов (1915—1956) — полковник СА, участник Великой Отечественной войны, Герой Советского Союза (1946). Заместитель командира 18-го гвардейского бомбардировочного авиационного полка (2-я гвардейская бомбардировочная авиационная дивизия, 2-й гвардейский бомбардировочный авиационный корпус, 18-я воздушная армия).

## Биография
Родился 13 июня 1915 года в селе Дмитровка (ныне Саракташский район, Оренбургская область) в семье крестьянина. Русский. Окончил 7 классов, школу ФЗУ. В 1937 году окончил Балашовскую авиационную школу лётчиков ГВФ. Работал лётчиком ГВФ. В РККА с 1939 года, инструктор-лётчик Балашовской военной авиационной школы. Член ВКП(б) с 1942 года.
На фронтах Великой Отечественной войны с сентября 1942 года. К концу войны совершил 200 боевых вылетов на бомбардировку военных объектов.
В 1947 году окончил Высшую авиационную школу. В апреле 1956 года был назначен на должность заместителя командира военного соединения, где занимался подготовкой личного состава.
Погиб 23 декабря 1956 года в авиакатастрофе при полёте на самолёте Ту-16. Похоронен в Воронеже на Коминтерновском кладбище.

## Награды
- Герой Советского Союза (15 мая 1946 года[1])
- два ордена Ленина (19 августа 1944 года[2] и 15 мая 1946 года[1])
- орден Красного Знамени (21 июля 1943 года[3])
- три ордена Красной Звезды (7 марта 1943 года[4], 9 марта 1956 года[5] и 30 декабря 1956 года[6])
- медали.